# Ашимбаев, Нусипбек
Нусипбек Ашимбаев (1910, с. Сумбе, Райымбекский район,2010,Алматы) — бывший председатель колхоза имени Ленина Нарынкольского района Алма-Атинской области, Казахская ССР. Герой Социалистического Труда (1981).

## Биография
Происходит из рода албан Старшего жуза.
В 1933—34 годах работал в секретариате сельсовета, член комсомольского отряда, созданного для защиты государственной границы.
Был необоснованно арестован. 29 октября 1933 года заочным постановлением тройки ОГПУ был приговорён к 3 годам лишения свободы, прибыл на поселение. В 1966 году реабилитирован Верховным Судом КазССР.
Работал в разных колхозах после возвращения из тюрьмы, возглавлял овчарню в колхозе Райымбекского района в 1944—52 годах.
В 1953 году был избран председателем правления колхоза, работал на этой должности до 1985 года.
В годы председательства Ашимбаева село Сарыбастау стало центром экономического процветания в районе.
В селе появились две школы, дворец культуры, кирпичный завод, стадион, комплекс по откорму скота на 30000 голов, машинно-тракторная станция, инкубатор, цех обжига извести запущены в эксплуатацию. Все это было реализовано за счет средств, заработанных колхозом.
19 февраля 1981 года удостоен звания Героя Социалистического Труда «за выдающиеся успехи, достигнутые в выполнении планов и социалистических обязательств по продаже государству в 1980 году миллиарда пудов зерна и перевыполнении планов десятой пятилетки по производству и закупкам хлеба и других сельскохозяйственных продуктов».

## Награды
- Герой Социалистического Труда (1981)
- Орден Ленина — трижды
- Орден Октябрьской революции
- орден Знак Почета[3]